# Трансмізогінія
Трансмізогінія ― це перетин трансфобії та мізогінії. Трансмізогінія включає мізогінію, сексизм, трансфобію та цисексизм щодо трансжінок та небінарних людей, які можуть не передавати жінку ― цисгендери чи трансчоловіки.
Цей термін був запроваджений Джулією Серано у своїй книзі 2007 Whipping Girl. За словами Серано, трансмізогінія є перехресною  формою сексизму, заснованим на взаємодії між опозиційним та традиційним сексизмом. Вона пояснила, що традиційний сексизм ― це «віра в те, що чоловічість і маскулінність перевершують фемінність і жіночність», а опозиційний сексизм ― це «віра в те, що жінка і чоловік ― це жорсткі, взаємозаперечні категорії».  
Трансмізогінія є центральним поняттям трансфемінізму і на нього часто посилаються в інтерсекційній феміністичній теорії. Те, що жіночість трансжінок (а не лише їх фемінність) є джерелом трансмізогінії, заперечують деякі радикальні феміністки, які стверджують, що трансжінки не є жінками. 

## Причини
У Whipping Girl Джулія Серано пише, що існування трансжінок розглядаються як загроза «чоловічий гендерній ієрархії, де передбачаються, що чоловіки краще, ніж жінки, і що мужність перевершує жіночність».  Теоретик гендерних питань Джудіт Батлер повторює це припущення, заявляючи, що вбивство трансгендерних жінок є кроком до утвердження «домінування». 
Трансжінки також розглядаються як такі, що загрожують гетеросексуальності чоловіків-цисгендерів. У засобах масової інформації такі «ошуканці», як Діл, трансгендерна жінка з фільму Жорстока гра 1992 року, викликають обурення та чоловічу гомофобію в аудиторії, коли виявляється, що вона трансгендер. 
Трансгендерні жінки стикаються з більш жорстким рівнем дискримінації, ніж інші трансгендери. Дослідження на робочому місці після зміни статі, показало, що трансжінки в середньому втрачають майже третину зарплати, менше поважаються й отримують більше домагань. Разом з тим трансчоловіки часто стикаються з підвищенням зарплати та більшим авторитетом на робочому місці. 
За словами Лаури Касере (2014), транслюди зазнають непропорційно великої кількості злочинів на ґрунті ненависті, а трансжінки потерпають від більшості цих злочинів.  Національна коаліція програм боротьби з насильством у США (2012 р.) виявила, що насильство в поліції втричі вище щодо трансгендерів, ніж проти цисгендерних людей.  Насправді понад половина всіх вбивств проти ЛГБТІК-спільноти були скоєні проти трансгендерних жінок.  У Сполучених Штатах більша частина трансмізогінії спрямована на кольорових трансжінок. Фонд правозахисної Кампанії за права людини (2018) повідомляє про значний збіг між гендерною ідентичністю та расою жертв: з відомих вбивств трансгендерних людей з 2013 по 2018 рік приблизно 92% були трансжінками, а приблизно 70% були чорношкірими.  Kacere (2014) також заявляє, що 21% трансгендерних жінок і 47% чорношкірих трансгендерних жінок зазнали ув'язнення, такі показники набагато вищі за показники для загального населення США. 
Дослідження, присвячене дискримінації лесбійок, бісексуалів, транссексуалів, трансгендерів та інтерсексуалів в Еквадорі, показало, що трансгендерним жінкам «бракує захисту від дискримінації як у законодавстві, так і на практиці». Як результат, трансжінки стикаються з насильством, сексуальним насильством та дискримінацією в освітніх, медичних та інших закладах. 

## В психології
Джулія Серано у Whipping Girl зазначила, що трансвестичний фетишизм, розлад, зазначений у DSM-IV, згадує лише про перехресне одягання чоловіків.  Подібним чином аутогінефілія була визнаним розладом у DSM-IV, але аутоандрофілія ― ні. Посібник з діагностики та статистики психічних розладів був переглянутий у 2013 році, а трансвестичний фетишизм та розлад статевої ідентичності були вилучені; трансвестичний розлад та гендерна дисфорія були результатом перегляду. Іншим доповненням до DSM-V щодо статі є трансвестичний розлад, при якому гетеросексуальний чоловік відчуває відмежування від присвоєної йому статі, оскільки отримує задоволення від одягання в жіночий одяг. 

## Сексуалізація та домагання
Джулія Серано заявила, що багато транс-жінок відчувають додатковий рівень мізогінії у формі фетишизації.  Вона зазначає, що, попри перехід, трансжінок все ще сприймають як чоловіків; однак їх рідко сексуалізують як таких. У порноіндустрії, цільовою аудиторією якої є переважно гетеросексуальні чоловіки, трансжінки в основному представлені як сексуальні об'єкти.  Серано зауважує, що коли вона перебуває в соціальному середовищі, де вона, як відомо, є транссексуалкою, наприклад, читає вірші, вона отримує набагато більше відвертих сексуальних коментарів, ніж у подібних обстановинах, де її вважають цисгендерною жінкою. 
За словами Серано, сексуалізація трансжінок відбувається не лише тому, що трансгендерні жінки за своєю відносною рідкістю розглядаються як «екзотичні»: вона зазначає, що трансжінки особливо сильно сексуалізуються, якщо порівняти з іншими типами «рідкісних» жінок.  У Whipping Girl Серано пише про те, що вона називає «дихотомією хижак–здобич», де «чоловіків незмінно розглядають як хижаків, а жінок як здобич». Через цю точку зору, трансжінки сприймаються як принади чоловіків. 

## Трансмізогінія чи трансфобія
Трансмізогінія є окремою категорією трансфобії, оскільки трансмізогінія в основному зосереджується на трансжінках та інших трансгендерних особах, які демонструють жіночність, тоді як трансфобія є більш загальним терміном, що охоплює ширший спектр упереджень та дискримінації щодо транссексуалів та трансгендерних осіб. Джулія Серано зазначає, що «коли (якщо) більшість жартів, про транслюдей, зосереджуються на «чоловіках, одягнених у сукні», або «чоловіках, які хочуть відрізати пеніси», що не є трансфобією ― це трансмізогінія. Коли більшість випадків насильства та сексуального насильства, вчинених проти транслюдей, спрямовані на трансжінок, це не трансфобія ― це трансмізогінія». 